# Ця свиня Морен
«Ця свиня́ Море́н» (фр. Ce cochon de Morin) — новела французького письменника Гі де Мопассана, видана у 1882 році. Сатиричний твір, в якому письменник висміює святенництво і дволикість, ницість, подружню зраду й облудність.

## Історія
Цю новелу Гі де Мопассан вперше надрукував у газеті «Gil Blas» 21 листопада 1882 року під псевдонімом Монфріньоз. Пізніше вона увійшла до складу збірки «Бекасові казки». Перше українське видання новели в перекладі Максима Рильського побачило світ у видавництві художньої літератури «Дніпро» у восьмитомному зібранні творів Гі де Мопассана. Вдруге у тому ж перекладі в тому ж видавництві її видали у 1990 році в рамках двотомного зібрання вибраних творів письменника.
Сюжет новели став основою для кількох однойменних фільмів:
- «Ця свиня Морен» — короткометражний фільм 1924 року режисера Віктора Турянського[3];
- «Ця свиня Морен» — повнометражний фільм 1932 року під режисурою Жоржа Лакомба[4];
- «Ця свиня Морен» — художній фільм 1956 року режисера Жана Бойяра[5];
- «Ця свиня Морен» — епізод в телевізійному серіалі «Новели Мопассана» (2008)[6].

## Сюжет
Оповідь ведеться від першої особи. Розкажчик питає в свого співрозмовника Лабарба, чому той згадує ім'я їхнього знайомого Морена не інакше як з прикладкою «ця свиня». Той розповідає йому історію Морена, в якій і міститься розгадка такої зневаги. Власне головний герой цієї оповіді не хто інший як пересічний провінційний крамар. Час від часу Морен наїджає до Парижа по крам, але насправді ці поїздки для обтяженого сімейним життям чоловіка перетворилися на смакування жіночої краси. Одного разу в купе до нього підсіла юна і свіжа красуня. Вона не звертала на супутника жодної уваги, спокійно проспавши на своїй полиці усю ніч. Морен же навпаки, не зміг стулити очей. З її поведінки він зробив висновок, що вона не з лякливих, тому коли вранці дівчина йому посміхнулась, він сприйняв це як дозвіл на флірт. Відвиклий за роки сімейного життя від галантного поводження Морен просто незграбно поцілував красуню, то вона раптом зчинила зойк і втекла. Жандарм заарештував «ґвалтівника».
Згодом Морен звернувся до оповідача (Лабарба) по допомогу. Після невдалої любовної пригоди героя звідусіль оточують неприємності: власна жінка побила «перелюбника»; він боїться, що й друзі відвернуться з часом від нечестивця, а торгівля у містечку, що живе самими чутками, занепаде; дядько ж «знечещеної» дівчини подав на Морена позов у прокуратуру. Лабарб за тисячу франків взявся як посередник улаштувати мирову між Мореном і родиною дівчиська, та попри цю небезкорисливу допомогу він разом із мореновою жінкою все одно вважає свого друга «свинею».
Задля залагодження справи Лабарб зі своїм другом Ріве вирушають до родини Анрієтти Боннель — жертви «злочину». На місці вони застають дівчину та її дядька. Однак пан Боннель не наважується ухвалити рішення без дружини, яка повернеться додому пізно ввечері. Гуляючи парком господарі дому і гості розбиваються на пари: пан Боннель вирушає з Ріве, а Лабарб супроводжує Анрієтту. З розмови з нею він робить висновок, що вона дійсно не з сором'язливих, але того разу перелякалась хтозна чому. Більш того дівчина зізнається, що якби її поцілував Лабарб, не такий огидний як Морен, то вона б і не думала зчиняти галас. Сприйнявши цей сигнал як «зелене світло» Лабарб залицяється до Анрієтти і та відповідає взаємністю. Ніч вони проводять в одному ліжку.
Вранці Ріве, який про все здогадався, закидає Лабарбові, що той псує мирову «тій свині Морену». Та Лабарб ладен «залагоджувати» справу в такий спосіб хоч до кінця життя. Ідилію молодих людей перериває тітчина згода відізвати позов. Морен дякує другові за допомогу, але позбутися прізвиська «свиня» вже неспроможний. Після двох років глузливих дотепів крамар помирає. Через декілька років Лабарб зустрічає Анрієтту вже як дружину нотаріуса, який дякує чоловікові за тактовність, що він виявив у справі «отієї свині Морена».

## Аналіз твору
В цьому творі Гі де Мопассан у властивій йому гостросатиричній манері висміює найбільш неприйнятні для автора вади: показну благочесність, брехливість, подвійну мораль і подвійні стандарти, за якими герої новели оцінюють себе та близьких. Як противагу удаваній цнотливості «жертви злочину» письменник виводить порушення одного з найдавніших принципів християнської етики, сформульованого ще біблійною доктриною: «Якою мірою будете міряти, такою відміряють вам».
Дружина та друзі Морена не приховують свого обурення його ганебною поведінкою, відкрито називаючи того «свинею». Однак ця відвертість не має нічого спільного з любов'ю до правди і бажанням відкрити очі заблукалому, бо Лабарб береться рятувати друга за чималу суму, з якої він заплатив тітці Анрієтти лише 500 франків. Гі де Мопассан залишає читачеві здогадатися, куди поділась решта. Втім, Лабарб ошукує Морена не лише в грошах. Він також спокушає невинну «жертву» і заходить у цій справі набагато далі, ніж «злочинець» і до того ж за показової згоди незайманої дівчини. Показово, що ця зрада друга фактично продовжується і після розлучення з Анрієттою: весь залишок свого недовгого життя Морен несе тягар ганьби і непрощення близьких, чиє глузування давно вже втратило зв'язок з його провиною, натомість Лабарб і після багатьох років життя залишається шанованою людиною. Для того, щоб підкреслити цю несправедливість, письменник використав гротеск: тактовність Лабарба щодо честі Анрієтти хвалить саме законний чоловік, який теж певною мірою ошуканий, несвідомо взявши за дружину занапащену жінку.
Новела «Ця свиня Морен» залишається актуальною і в XXI столітті, оскільки висвітлює давню юридичну проблему — фактичну презумпцію вини чоловіка у питаннях, що стосуються жіночої честі, зокрема, зґвалтуваннях. Окремі правники наголошують, що намагання захистити жінку як найбільш слабку і вразливу сторону в конфліктах такого штибу часто обертаються необґрунтованими вироками по відношенню до підозрюваних чоловіків.